# Funny Goes Acoustic
Funny Goes Acoustic è il tredicesimo album in studio del gruppo musicale italiano Punkreas, pubblicato nel 2021. Contiene la versione acustica di undici tra i brani più celebri del gruppo, più un inedito.

## Tracce
1. Il Prossimo Show
2. Sosta
3. Aca' toro
4. Fegato Centenario
5. Tutti In Pista
6. Disgusto Totale
7. La Canzone Del Bosco
8. Voglio Armarmi
9. Occhi Puntati
10. Falsi Preoccupati
11. Canapa
12. Il Vicino